# 勒梅尼勒昂戈
勒梅尼勒昂戈（法語：Le Mesnil-Angot，法語發音：[lə mɛnil ɑ̃ɡo]）是法国芒什省的一个旧市镇，属于圣洛区。2007年，勒梅尼勒昂戈与市镇格赖涅合并为新市镇格赖涅-梅尼勒昂戈。

## 地理
勒梅尼勒昂戈（49°13'N, 1°12'W）面积4.08 平方千米，位于法国诺曼底大区芒什省，该省份为法国西北部沿海省份，西、北、东北三面环大西洋，东起顺时针与卡爾瓦多斯省、奧恩省、马耶讷省和伊勒-维莱讷省接壤。
勒梅尼勒昂戈的时区为UTC+01:00、UTC+02:00（夏令时）。

## 行政
勒梅尼勒昂戈的邮政编码为50620，INSEE市镇编码为50303。

## 人口
勒梅尼勒昂戈于2006时的人口数量为50人。